# Cirkelzaag

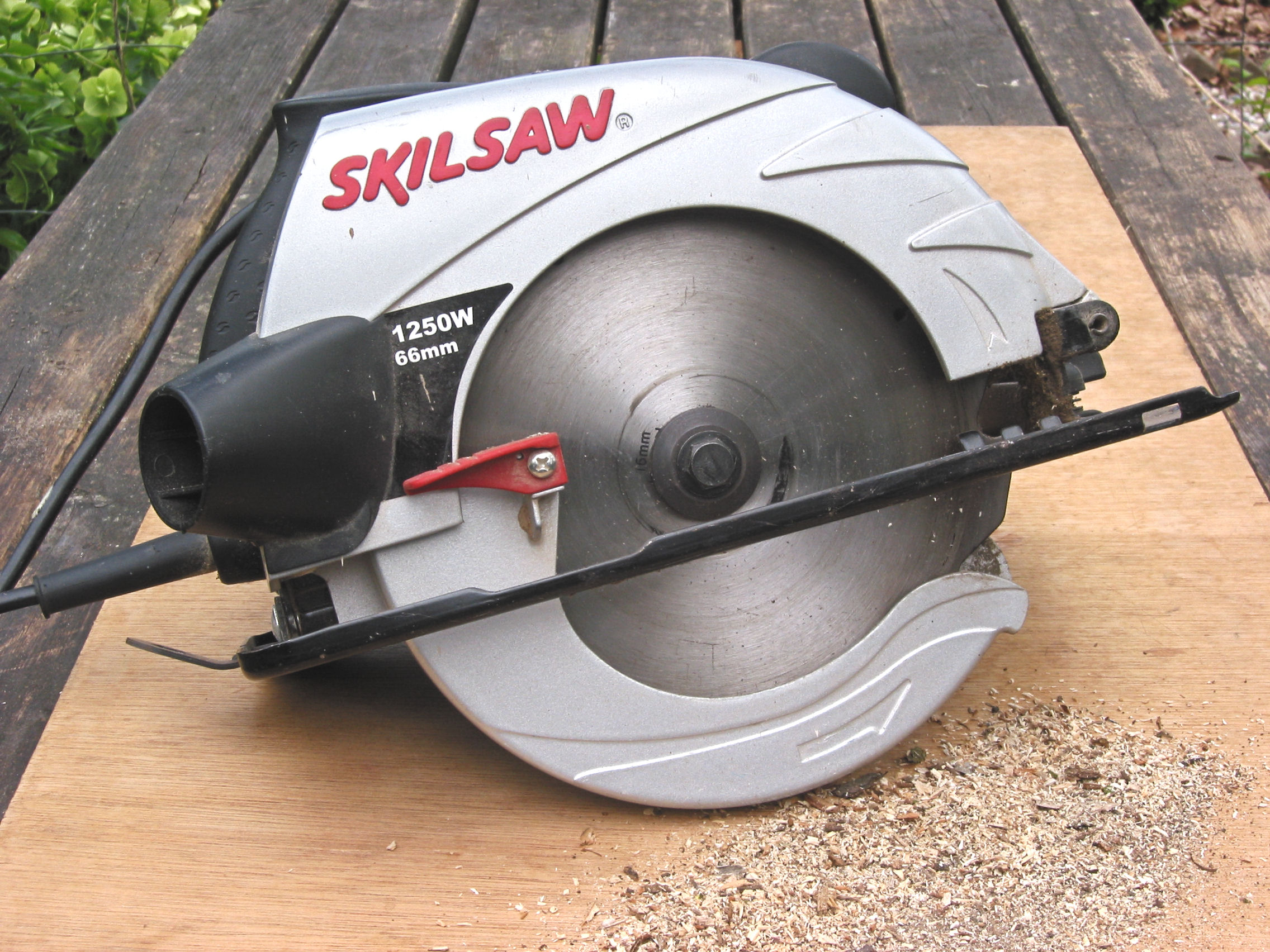
Handcirkelzaag

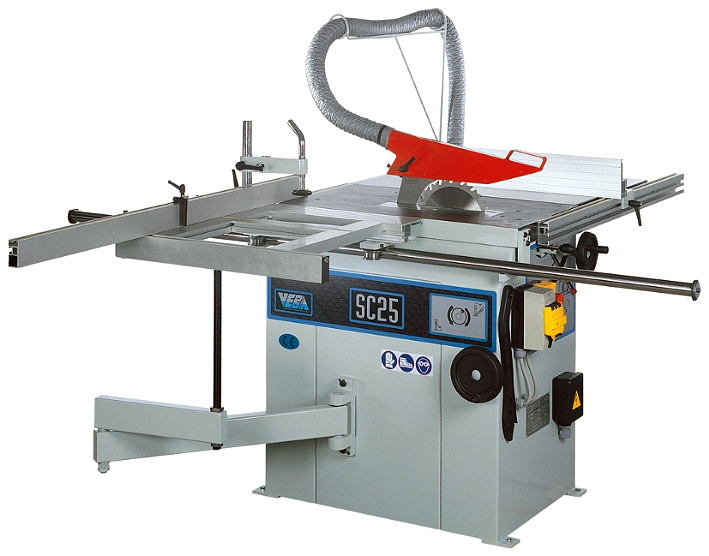
Cirkelzaagmachine voor houtbewerking

Een cirkelzaag (of radiaalzaag) is een zaag met een blad in de vorm van een stalen schijf, die met een motor tot een zeer hoog toerental wordt aangedreven. De schijf kan in een zaagtafel zijn gemonteerd waarover het te zagen materiaal wordt aangevoerd, of ingebouwd in een constructie samen met een elektromotor tot draagbare handcirkelzaag. Deze heeft een minder krachtige motor en kan ook dunner materiaal zagen. 
Cirkelzaagbladen bestaan in soorten en maten, met allerlei verschillende vertandingen, en ook de diameter kan sterk verschillen (normaal is ca. 25 cm, maar industriële cirkelzagen met veel grotere bladen bestaan ook). De maximale zaagdiepte wordt bepaald door de straal van het cirkelzaagblad.
Een cirkelzaag die bedoeld is om latten, buizen, houten balken en dergelijke te zagen wordt ook wel een afkorter of afkortzaag genoemd.

## Geschiedenis
Er bestaan vele verhalen over het uitvinden van de cirkelzaag. Wat vast staat is dat de cirkelzaag in 1777 voor het eerst gepatenteerd werd door de Engelsman Samuel Miller. Door de omschrijving uit het patent vermoedt men dat de cirkelzaag al eerder bestond. Deze zaag werd door een windmolen aangedreven en er werden scheepskatrollen mee vervaardigd. In 1799 volgde een patent door de Fransman L.C.A. Albert en in 1805 werd door Marc Isambard Brunel een cirkelzaag ontworpen die op een scheepswerf te Portsmouth werd gebruikt, eveneens voor het vervaardigen van katrollen. Omstreeks 1850 was de cirkelzaag al in zwang in houtzagerijen en timmerfabrieken. In 1855 werd een cirkelzaagmachine getoond op de Wereldtentoonstelling te Parijs.

## Cirkelzaag voor non-ferromaterialen
Een cirkelzaag voor non-ferromaterialen wordt meestal gebruikt om hout mee te zagen. Op de tanden van de zaag wordt een stukje snelstaal gesoldeerd, waardoor de slijtage sterk afneemt. De belangrijkste veiligheidsvoorzieningen zijn het spouwmes en de kap. Het spouwmes zorgt ervoor dat de zaagsnede open gehouden wordt en voorkomt daardoor terugslag van het werkstuk. Het is gemonteerd achter het zaagblad, dus daar waar de tanden van de zaag omhoog gaan. De voorzijde, waar de tanden van de zaag naar beneden gaan, is waar het te zagen hout aangevoerd wordt.
Een paneelzaag is een tafelcirkelzaag, zoals op de afbeelding, waarvan de geleiding zowel in de breedte als in de lengte enkele meters groot is, om grote werkstukken te kunnen zagen. Hiervoor bestaat ook de formaatzaag. In een formaatzaag staat het te zagen paneel rechtop in een frame, aan dit frame is een geleiding gemonteerd waarlangs een handcirkelzaag over het paneel beweegt. Dit type wordt veel gebruikt in bouwmarkten.
Het woordgebruik is niet eenduidig, de benamingen paneelzaag en formaatzaag worden soms als synoniemen gebruikt.

## Metaalcirkelzaag

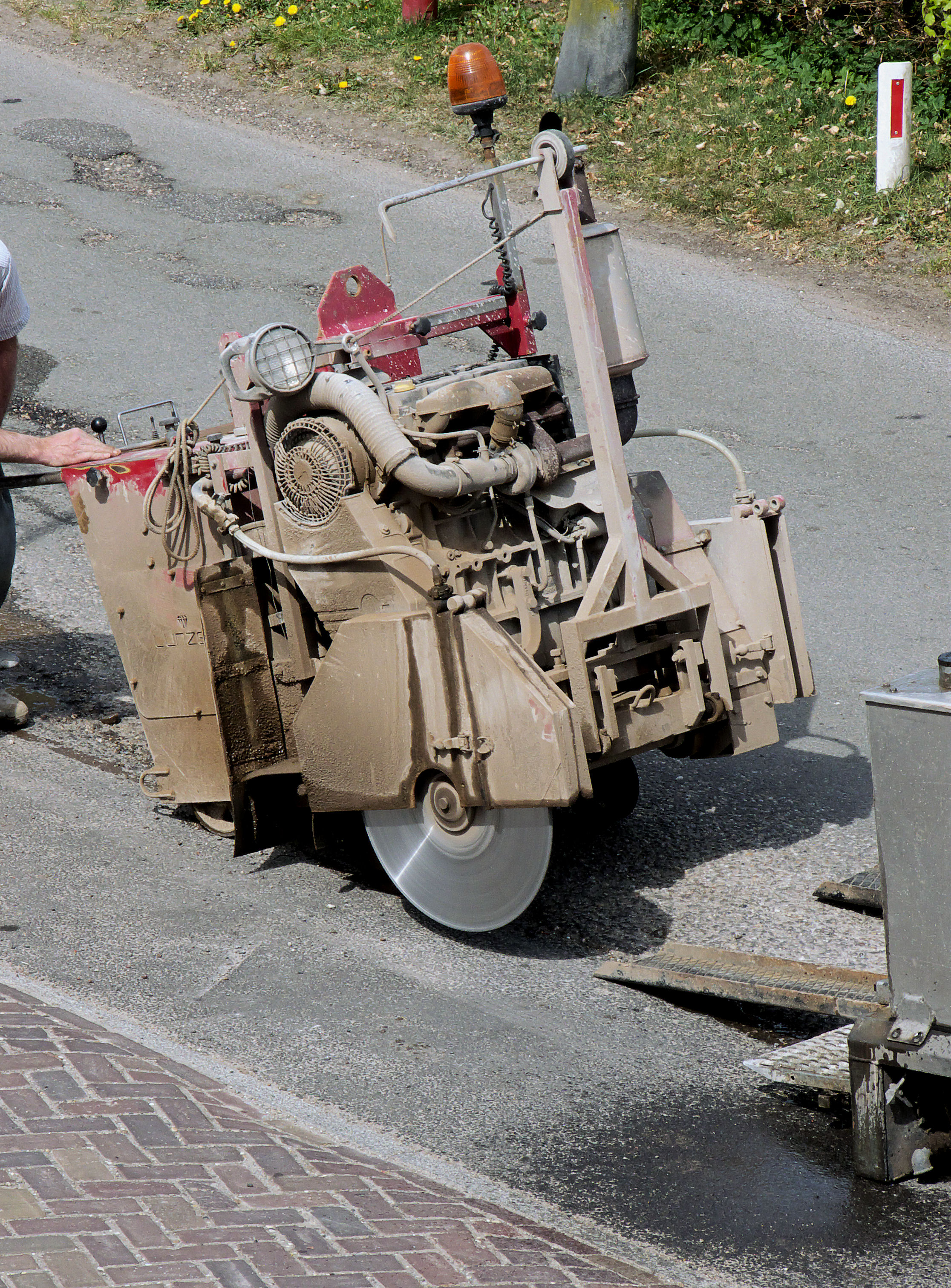
Diamantcirkelzaagmachine voor steen

Bij cirkelzagen horen ook machines die metalen met lage toerentallen kunnen doorzagen. Vaak wordt het zaagblad dan hydraulisch door het werkstuk gedrukt. Hefboombediening komt ook vaak voor. Deze zagen hebben een hardstalen blad, dat tijdens het zagen gekoeld wordt met een koelmiddel. Dit koelmiddel stroomt langs het zaagblad, wordt opgevangen en vervolgens gezeefd en hergebruikt.
Een metaalafkortmachine kan ook met een doorslijpschijf werken.

## Steencirkelzaag
Voor het zagen van steen, beton en asfalt wordt gebruikgemaakt van een diamantcirkelzaag. Het zaagblad is voorzien van diamantslijpsel. Tijdens het zagen wordt veel water op de cirkelzaag gesproeid om verhitting en overmatige slijtage tegen te gaan. Diamantcirkelzaagmachines worden vaak pneumatisch aangedreven via een compressor.